# Autobusna linija br. 205 u Zagrebu
Linija 205 (Dubrava – Markuševec – Bidrovec) dnevna je autobusna linija u Zagrebu.
Prometuje svaki dan na trasi: Dubrava – Avenija Gojka Šuška – Štefanovec – Trg svetog Šimuna – Ulica Vida Ročića – Markuševečka Trnava – Bidrovečka cesta – Bidrovec – brana. Nedjeljom značajan broj polazaka prometuje skraćeno do Markuševca.
Povezuje Markuševec, Markuševečku Trnavu i Bidrovec s Dubravom gdje se ostvaruje presjedanje na tramvaj.

## Vanjske poveznice
- Vozni red linije 205

1. ↑  Datoteke u GTFS formatu. zet.hr. Pristupljeno 5. lipnja 2025. - Sadrži informacije tijela javne vlasti u skladu s Otvorenom dozvolom